# Lee County, Arkansas
Lee County är ett administrativt område i delstaten Arkansas, USA. År 2010 hade countyt 10 424 invånare. Den administrativa huvudorten (county seat) är Marianna. 

## Geografi
Enligt United States Census Bureau har countyt en total area på 1 604 km². 1 558 km² av den arean är land och 46 km² är vatten.

### Angränsande countyn
- St. Francis County - nord
- Crittenden County - nordöst
- Tunica County - öst
- Phillips County - syd
- Monroe County - väst

### Städer och samhällen
- Aubrey
- Haynes
- LaGrange
- Marianna (huvudort)
- Moro
- Rondo